# Barron Hilton
William Barron Hilton I, född 23 oktober 1927 i Dallas, Texas, död 19 september 2019 i Los Angeles, Kalifornien, var en amerikansk hotellmagnat och företagsledare.
Barron Hilton var son till Conrad Hilton, grundaren av den internationella hotellkedjan Hilton. Hans farfar var född i Norge och emigrerade till USA 1870. Hiltonsläkten kommer ursprungligen från en gård nära tätorten Kløfta i Ullensaker kommun norr om Oslo. Han har åtta barn, däribland Richard Hilton. Han är således farfar till Paris Hilton. 
Efter faderns död 1979 gick hans tillgångar, inklusive Hilton-hotellen, i enlighet med testamentet nästan helt till romersk-katolska kyrkan och till välgörenhet, och hans barn fick nästan inget alls. Efter en lång arvstvist fick Barron Hilton, som arbetat i Hilton-koncernen bland annat som verkställande direktör, en del av arvet medan hans syskon förlorade sina tvister. Efter Conrad Hiltons död har Hilton-familjen således bara ägt en obetydlig andel i hotellkoncernen. Enligt brittiska The Times (2005) uppgår Hilton-familjens sammanlagda andel av aktiekapitalet i HHC, hotellkoncernens moderbolag, till 5 procent.
Enligt Forbes lista över de 400 rikaste i USA 2006 uppgår Barron Hiltons förmögenhet (inklusive familjens andel i Hilton-hotellen) till 1 miljard amerikanska dollar. Barron Hilton kungjorde i december 2007 att han ämnar donera större delen (97 procent) av sin förmögenhet, som efter försäljningen av Hilton Hotels Corp uppgår till 2,3 miljarder dollar, till stiftelsen Conrad N. Hilton Foundation. Stiftelsen bedriver välgörenhet genom bland annat vattenreningsprojekt i utvecklingsländer, utbildning för blinda barn samt bostäder och psykiatrisk vård åt hemlösa.

## Flygning
Hilton fick sina första flyglektioner som 19-åring i US Navy medan han var placerad på Hawaii under andra världskriget. Efter kriget studerade han vid University of Southern California's Aeronautical School där han tog certifikat för tvåmotoriga flygplan. 1955 startade han företaget Air Finance Corporation som hyr ut och säljer kommersiella flygplan.
Idag äger han privat en Cessna Citation V Ultra som han använder till affärs- och privatresor. Han äger dessutom en Boeing Stearman dubbeldäckare samt fyra olika segelflygplan och ett bogserflygplan, ett Citabria aerobatic plan, en helikopter, en renoverad Beech Staggerwing, och tre varmluftsballonger. 
Tillsammans med Helmut Reichmann skapade han segelflygtävlingen Barron Hilton Cup 1981, där segraren med familj får tillbringa en segelflygvecka vid Flying-M Ranch i Nevada. Två svenskar har varit på denna segelflygcamp, Alf Ingesson Thoor som inbjuden gäst och Jan-Ola Nord efter bedriften att vinna denna tävling 2006. Han har varit huvudsponsor för två team som försökt att flyga jorden runt med luftballong. För sina stora insatser inom amerikanskt segelflyg valdes han in i U.S. Soaring Hall of Fame 1991